# Associazione Calcio Bellaria Igea Marina 2005-2006
Questa voce raccoglie le informazioni riguardanti l'Associazione Calcio Bellaria Igea Marina nelle competizioni ufficiali della stagione 2005-2006.

## Rosa
| N. |                    | Ruolo | Calciatore                    |
| -- | ------------------ | ----- | ----------------------------- |
|    | Brasile (bandiera) | A     | Da Cruz Alessandro Aragao     |
|    | Italia (bandiera)  | D     | Nicola Armento                |
|    | Italia (bandiera)  | P     | Giacomo Baccigaglia           |
|    | Italia (bandiera)  | C     | Marco Brighi                  |
|    | Italia (bandiera)  | C     | Samuele Buda                  |
|    | Italia (bandiera)  | D     | Matteo Camillini              |
|    | Italia (bandiera)  | D     | Michele Camillini             |
|    | Italia (bandiera)  | C     | Giovanni D'Andria             |
|    | Brasile (bandiera) | C     | Seara Higo Santos De Oliveira |
|    | Italia (bandiera)  | C     | Emanuele Giaccherini          |
|    | Italia (bandiera)  | C     | Christian Lantignotti         |
|    | Italia (bandiera)  | C     | Marco Marchetti               |

| N. |                    | Ruolo | Calciatore            |
| -- | ------------------ | ----- | --------------------- |
|    | Italia (bandiera)  | C     | Pasquale Moliterni    |
|    | Italia (bandiera)  | C     | Simone Pacini         |
|    | Italia (bandiera)  | C     | Paolo Rossi           |
|    | Italia (bandiera)  | D     | Christian Santi       |
|    | Italia (bandiera)  | P     | Cristiano Scalabrelli |
|    | Brasile (bandiera) | A     | Diego Silva Reis      |
|    | Italia (bandiera)  | P     | Filippo Spitoni       |
|    | Italia (bandiera)  | D     | Mariano Stendardo     |
|    | Italia (bandiera)  | C     | Michele Valentini     |
|    | Italia (bandiera)  | C     | Luca Valeri           |
|    | Italia (bandiera)  | A     | Emanuele Vicini       |
|    | Italia (bandiera)  | C     | Nicola Vitali         |